# Východná
Východná (hongrois : Vichodna) est un village de Slovaquie situé dans la région de Žilina.

## Histoire
La première mention écrite du village date de 1269.

## Démographie

### Évolution de la population
| Année:               | 1994. | 2004.   | 2014.   | 2024.   |
| -------------------- | ----- | ------- | ------- | ------- |
| Nombre de personnes: | 2352  | 2336    | 2172    | 2226    |
| Différence:          |       | -0,68 % | -7,02 % | +2,48 % |

| Année:               | 2023. | 2024. |
| -------------------- | ----- | ----- |
| Nombre de personnes: | 2226  | 2226  |
| Différence:          |       | +0 %  |